# シラキュース・スターズ (1890年)

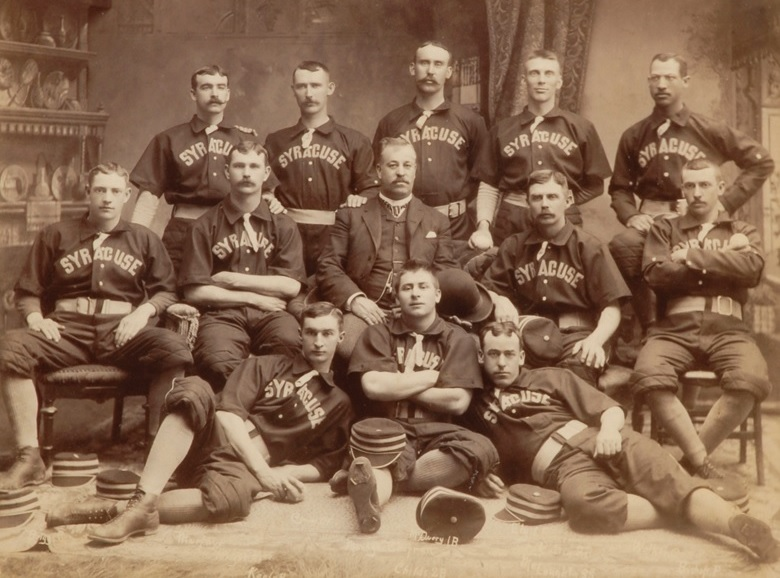
1889年。上段右端がモーゼス・フリート・ウォーカー。

ここでは、1890年にニューヨーク州シラキュースを本拠地として、アメリカン・アソシエーションに加盟していたシラキュース・スターズ（Syracuse Stars）について記述する。

## 球団史
このチームは、1879年に同名のシラキュース・スターズがナショナルリーグで1年だけ活動して解散した後、1880年代に入ってからマイナーのインターナショナルリーグに参加していた球団で、1888年にはメジャーリーグ最初のアフリカ系アメリカ人選手だったモーゼス・フリート・ウォーカーが所属していた。同年スターズはナショナルリーグのシカゴ・ホワイトストッキングス（現カブス）とのエキシビション・ゲームを行ったが、当時ホワイトストッキングスを率いていたキャップ・アンソンが、ウォーカーが所属していることを理由に対戦を拒否するというトラブルを起こした。ウォーカーはシカゴとの試合には結局出場せず、マイナーリーグでのアフリカ系アメリカ人選手排斥の流れを受け翌1889年にはチームを離れている。
1890年にシラキュースはアメリカン・アソシエーションに加盟。加盟の際フィラデルフィア・フィリーズから投手ダン・ケーシーや内野手のキューピッド・チャイルズらを補強した。チャイルズはこの年リーグ最多の33本の二塁打を放ち、打率.345を記録する活躍をしたが、二人の先発投手ダン・ケーシーとジョン・キーフが勝ち星を伸ばせず、チームはこの年9球団中の7位の成績に終わった。球団は1年で破綻し、オーナーで監督も勤めたフレイザーはおよそ21,000ドルの損失を出したとされている。

## 戦績
| 年度   | リーグ | 試合 | 勝利 | 敗戦 | 勝率 | 順位 | 監督                                          | 本拠地       |
| ------ | ------ | ---- | ---- | ---- | ---- | ---- | --------------------------------------------- | ------------ |
| 1890年 | AA     | 128  | 55   | 72   | .433 | 7位  | ジョージ・フレイザー ウォリー・フェッセンデン | Star Park II |

## 所属した主な選手
- キューピッド・チャイルズ：二塁手。通算打率.306。1890年の二塁打33本はリーグ最多。
- ダン・ケーシー：投手。1887年最優秀防御率投手。シラキュースで現役を引退。

## 主な球団記録
打撃記録
- 通算安打数：170（キューピッド・チャイルズ）
- 通算本塁打：3（パット・フライエル）
- 通算打点数：89（キューピッド・チャイルズ）
- 通算盗塁数：56（キューピッド・チャイルズ）

投手記録
- 通算勝利数：19（ダン・ケーシー）
- 通算奪三振：169（ダン・ケーシー）